# Couronne de Napoléon III
La couronne de Napoléon III est un ancien insigne et joyau impérial français réalisé pour l'empereur Napoléon III.

## Histoire
Bien qu'il n'y ait pas eu de cérémonie de couronnement de l'empereur et de l'impératrice, une couronne a été réalisée pour Napoléon III à l'occasion de l'Exposition universelle de 1855 à Paris. Cette couronne en or avait des arcs en forme d'aigle et d'autres en forme de palmettes, sertis de diamants, et surmonté par un globus cruciger.
Au cours de la même période, une autre couronne a été réalisée pour son épouse, l'impératrice Eugénie de Montijo, qui est connue sous le nom de couronne de l'impératrice Eugénie. Après le renversement de Napoléon III en 1870, à la suite de la guerre franco-prussienne, sa femme et lui ont vécu en exil à Chislehurst en Angleterre, où il est mort en 1873.
La couronne de Napoléon III a été fondue en 1887 sous la Troisième République. Cette destruction faisait partie du processus d'aliénation des joyaux de la Couronne de France entrepris par le gouvernement républicain entre 1871 et 1887. Alors que la majeure partie des joyaux a été vendue, quelques objets ont été conservés au musée du Louvre, au Muséum d'histoire naturelle ainsi qu'à l'École des mines en 1887. Les émeraudes serties sur cette même Couronne sont aujourd'hui exposées au Musée de l'École des Mines.
Cependant, la couronne de l'impératrice Eugénie fut rendue à l'ancienne impératrice, qui la légua à la princesse Marie-Clotilde Bonaparte. Elle a ensuite été mise aux enchères en 1988, puis donnée par Roberto Polo au musée du Louvre de Paris, où elle est actuellement exposée.